# Gunnar Stålsett
Gunnar Johan Stålsett (né le 10 février 1935 à Nordkapp) est un théologien et homme politique norvégien. Il est chef du Parti du centre de 1977 à 1979, secrétaire général de la Fédération luthérienne mondiale de 1985 à 1993 et évêque d'Oslo, dans l'Église de Norvège de 1998 à 2005.

## Jeunesse
Gunnar Stålsett est né à Repvåg dans la municipalité de Nordkapp, l'un des huit enfants de Johan Emil Stålsett et Alma Elisabeth Joki. Quand il a sept ans, la famille déménage dans la municipalité de Gildeskål. Ses parents sont inspirés par le mouvement læstadien du Finnmark. Après avoir terminé ses études à Leknes, il part au lycée de Nordfjordeid où il obtient son diplôme en 1953.

## Carrière théologique
Stålsett est diplômé de l'École norvégienne de théologie MF d'Oslo et obtient la qualification en théologie en 1961. Il travaille comme ministre du culte et enseigne à l'Université d'Oslo. Il est également secrétaire général de la Fédération luthérienne mondiale et membre du Comité Nobel norvégien jusqu'à sa nomination comme évêque en 1998. Il démissionne de ses fonctions le 28 février 2005. Son prédécesseur est Andreas Aarflot (en), et il est remplacé dans ses fonctions par Ole Christian Kvarme (en).
Stålsett a également une carrière politique. De 1972 à 1973, sous le gouvernement Korvald, il est nommé secrétaire d'État au ministère des Affaires ecclésiastiques et de l'Éducation. Il est député au Parlement norvégien d'Oslo pendant la législature 1977-1981 et préside le Parti du centre de 1977 à 1979.
En 2013, il reçoit le Prix Niwano de la paix.